# 영윤
영윤(令尹)은 초나라, 서나라, 파나라, 월나라 등 초나라의 영향을 받은 국가들에서 설치된 관직으로, 재상(宰相)에 해당한다. 초나라의 영윤만을 지칭하는 것이 일반적이다. 일설에는 영윤의 어원이 이윤이라고 하지만 논란이 있다.
초 무왕 때 영윤을 설치하였다. 국내에서는 정치의 수장을 맡고, 국외에서는 군사를 통솔하는 역할을 담당하였다. 초나라가 진나라에게 멸망당하기 전까지 초나라의 최고위 관직이었고, 중원 제후국에서의 재상, 장수의 권력을 지니고 있었다. 또한 일반적으로 초나라 왕의 친족들이 임명되었고, 왕족이 아니면서 영윤이 된 경우는 초 문왕 때 포로로 잡혀왔던 신나라 출신의 평민인 팽중상과 초 도왕 때 위나라에서 망명해온 장수 오기 두 경우만 찾아볼 수 있다.
초나라의 행정 제도에서 관직명은  '윤(尹)'이란 글자를 많이 사용하는데, 영윤은 한 나라의 권력을 잡고 백관의 우두머리가 된다. 군사 제도에서는 '주국(柱國)'을 사용하는데, 상주국(上柱國)이 한 나라의 군사를 장악하고 각 군의 우두머리가 된다. 영윤과 상주국은 상경(上卿)의 위치에 있었고 초나라의 왕족이나 그 후예들이 많이 담당하였다.

## 역대 영윤

### 초나라
- 투기(鬬祁) - 기원전 690년경
- 팽중상(彭仲爽) - 기원전 688년 이후 ~ 기원전 683년 이후
- 공자 선(善, 子元) - 기원전 675년 이전 ~ 기원전 664년
- 투누오도(鬬穀於菟, 子文) - 기원전 664년 ~ 기원전 637년
- 성득신(成得臣, 子玉) - 기원전 637년 ~ 기원전 632년
- 위여신(蒍呂臣, 子皮) - 기원전 632년 ~ 기원전 629년
- 투발(鬬勃, 子上) - 기원전 629년 ~ 기원전 627년
- 성대심(成大心, 孫伯) - 기원전 627년 ~ 기원전 615년
- 성가(成嘉, 子孔) - 기원전 615년 ~ 기원전 612년
- 투반(鬬般, 子揚) - 기원전 612년 ~ 기원전 611년
- 투월초(鬬越椒, 伯棼) - 기원전 611년 ~ 기원전 605년
- 우구(虞丘, 子桱)
- 손숙오(孫叔敖, 蒍敖, 孫叔) :기원전 605년 이후 ~ 기원전 596년 이후
- 자패(子佩)
- 공자 영제(嬰齊, 子重) - 기원전 593년 이전 ~ 기원전 570년
- 공자 임부(壬夫, 子辛) - 기원전 570년 ~ 기원전 568년
- 공자 정(貞, 子囊) - 기원전 568년 ~ 기원전 559년
- 공자 오(午, 子庚) - 기원전 558년 ~ 기원전 552년
- 공자 추서(追舒, 子南) - 기원전 552년 ~ 기원전 551년
- 위자풍(蒍子馮) - 기원전 551년 ~ 기원전 548년
- 굴건(屈建, 子木) - 기원전 548년 ~ 기원전 545년
- 공자 위(圍) - 기원전 545년 ~ 기원전 541년
- 위파(薳罷, 子盪) - 기원전 541년 ~ 기원전 529년
- 공자 흑굉(黑肱, 子皙) - 기원전 529년
- 투성연(鬬成然, 子旗) - 기원전 529년 ~ 기원전 528년
- 양개(陽匄, 子瑕) - 기원전 528년 ~ 기원전 519년
- 낭와(囊瓦, 子常) - 기원전 519년 ~ 기원전 506년
- 공자 신(申, 子西) - 기원전 505년 ~ 기원전 479년
- 심제량(沈諸梁, 子高) - 기원전 479년 ~ 기원전 478년
- 공손 녕(寧, 子國) - 기원전 478년 ~ 기원전 475년 이후
- 자발(舍, 子發) - 기원전 447년
- 오공자춘(郚公子春) - 초 혜왕 말기 ~ 초 간왕 시기?
- 오기(吳起) - 초 도왕 시기
- 주후(州侯)
- 소해휼(昭奚卹) - 초 선왕 시기
- 악군 계(鄂君啓)
- 소양(昭陽) - 초 위왕, 초 회왕 시기
- 경리(景鯉) - 초 회왕 시기
- 자초(子椒)
- 소헌(昭獻, 子士) - 초 회왕, 초 경양왕 시기
- 자란(子蘭) - 초 경양왕 시기
- 춘신군(春申君) - 초 고열왕 시기
- 이원(李園) - 초 유왕 시기
- 여청(呂靑) - 초 의제 시기

### 서나라
- 제계형(諸稽荊) - 춘추 시대 말기[1]

### 월나라
- 송(宋) - 기원전 441년경[3]